# SD-Hauptamt
SD-Hauptamt var tyska Sicherheitsdiensts (SD) ledningsbyrå. Sicherheitsdienst, SS:s säkerhetstjänst, grundades 1931 av Reinhard Heydrich och vid årsskiftet 1933/1934 inleddes arbetet med att organisera SD-Hauptamt. Från 1934 inhystes SD-Hauptamt i Prinz-Albrecht-Palais på Wilhelmstrasse 102 i Berlin.

## Organisation 1937
- Chef: Reinhard Heydrich
  - Stabsledning: Siegfried Taubert
  - Adjutantur
    - Adjutant: Hans-Hendrik Neumann

  - Registraturchef: SS-Untersturmführer Zimmermann

- Amt I: Personal und Verwaltung
  - Chef: Wilhelm Albert

- - Zentralabteilung I 1: Wilhelm Albert, Hauptscharführer Anthor
    - Hauptabteilung I 11: Herbert Mehlhorn
      - Abteilung I 111: SS-Untersturmführer Roth
      - Abteilung I 112: SS-Obersturmführer Herbert Voßhagen
        - Referat I 1121: SS-Oberscharführer R Schmidt
        - Referat I 1122: SS-Untersturmführer Sulzer, Hauptsturmführer Rall

    - Hauptabteilung I 13: SS-Obersturmführer Herbert Voßhagen
      - Abteilung I 131: SS-Hauptscharführer Oskar Podlich
      - Abteilung I 132: SS-Untersturmführer Hoffmann
      - Abteilung I 133: SS-Untersturmführer Skurk
        - Referat I 1341: SS-Untersturmführer Heino Deharde

    - Hauptabteilung I 14: SS-Sturmbannführer Walter Sohst
      - Abteilung I 141: SS-Untersturmführer Rüger, SS-Obersturmführer Mehlsäubl
      - Abteilung I 142: SS-Untersturmführer Plath, SS-Oberscharführer Hübner; SS-Scharführer Lüdtke

    - Hauptabteilung I 15: SS-Hauptsturmführer Friedrich Vollheim
      - Abteilung 1511: SS-Obersturmführer Buch
      - Abteilung I 1521: SS-Untersturmführer Hermann Brendel
      - Abteilung I 1522: SS-Scharführer Bauer

- - Zentralabteilung I 2:
    - Hauptabteilung I 21: SS-Obersturmführer Griebl
    - Hauptabteilung I 22: SS-Obersturmführer Holder, Hauptscharführer Hänsch
      - Abteilung I 212: SS-Hauptsturmführer Bruns, SS-Obersturmführer Walter Heggblum, Rabe, SS-Untersturmführer Berg, Haydenreuther

- - Zentralabteilung I 3: Presse und Schrifttum
    - Chef: Franz Six
    - Hauptabteilung I 31: SS-Untersturmführer Wilhelm Spengler
      - Abteilung I 311: SS-Scharführer Hagen
      - Abteilung I 312: SS-Oberscharführer Walter von Kielpinski
      - Abteilung I 315: Bewerber Stübel

    - Hauptabteilung I 32: SS-Hauptsturmführer Erich Ehrlinger
      - Abteilung I 322: SS-Hauptscharführer Richter

- - Zentralabteilung I 4:
    - Chef: SS-Standartenführer Arthur Bork
    - Hauptabteilung I 41: SS-Hauptsturmführer Carl Brocke
      - Abteilung I 411: SS-Oberscharführer Radtke
        - Referat I 4411: SS-Hauptsturmführer Kurt Schmidt

    - Hauptabteilung I 42: SS-Obersturmführer Mettich
      - Abteilung I 421: SS-Untersturmführer Julius Schmidt
        - Referat I 4231: SS-Untersturmführer Scheidler

    - Hauptabteilung I 43: SS-Oberscharführer Spannaus
      -         - Referat I 4321: SS-Untersturmführer Herrmann

      - Abteilung I 441: SS-Hauptscharführer Griesmann
        - Referat I 4412: SS-Obersturmführer Wilhelm Dilger

      - Abteilung I 442: SS-Hauptscharführer Ripke

- Amt II: SD-Inland
  - Chef: Hermann Behrends

- - Zentralabteilung II 1: Weltanschauliche Auswertung
    - Chef: Standartenführer Hermann Behrends
    - Hauptabteilung II 11: Obersturmführer Hartmann
      - Abteilung II 111: Freimaurer
        - Chef: Obersturmführer Theodor Christensen
        - Referenten: Untersturmführer Hans Harms, Hauptscharführer Ehlers och Dieter Wisliceny

      - Abteilung II 112:
        - Referenten: Hauptsturmführer Kuno Schröder, Adolf Eichmann

      - Abteilung II 113: Kirchenpolitische Abteilung
        - Chef: Obersturmführer Albert Hartl
        - Referenten: Hauptscharführer Gahrmann, Walter Kolrep, Untersturmfürher Otto, Oberscharführer de Boer, Scharführer Krüger, Scharführer Paul Zapp

    - Hauptabteilung II 12: SS-Hauptsturmführer Werner Göttsch
      -         - Abteilung II 121: SS-Obersturmführer Wolf
          - Referenten: Untersturmführer Dörner, Hauptscharführer Schack

        - Abteilung II 122: SS-Unterscharführer Konrad Radunski
        - Abteilung II 123: SS-Hauptsturmführer Horst Böhme
          - Referenten: SS-Untersturmführer Walter Hermann, SS-Untersturmführer Jütebock;

- - Zentralabteilung II 2: Lebensgebietsmäßige Auswertung
    - Chef: SS-Sturmbannführer Höhn
    - Referenten bei II 2: SS-Untersturmführer Karl Timm, Kortenkampf, V Wächter; Oberscharführer Ulrich, SS-Scharführer Polte, Knöpfel, Sigismund; SS-Rottenführer Hanenbruch, Deppner; SS-Bewerber Heinze, Weber, Knigge
    - Hauptabteilung II 21: Kulturelles Leben
      - Chef: Obersturmführer Rausch
      - II 211: Wissenschaft
        - SS-Obersturmführer Waldemar Beyer

      - II 212: Volksgesundheit
        - SS-Oberscharführer Jacobi

      - II 213: Rasse und Volksgesundheit
        - Untersturmführer Walter Kurreck

      - II 214: Kunst
        - Hauptscharführer Hennig

      - Hauptabteilung II 22: Gemeinschaftsleben
        - Obersturmführer Werner Braune

      - Abteilung II 221: Recht
      - Abteilung II 222: Verwaltung
      - Abteilung II 223: Erziehung
        - Chef: Otto Ohlendorf

      - Abteilung II 224: Presse und Schrifttum
      - Abteilung II 225: Nationalsozialismus und Staat

    - Hauptabteilung II 23: Materielles Leben
      - SS-Obersturmbannführer Heuckenkam
      - Abteilung II 231: Ernährungswirtschaft
      - Abteilung II 232: Handel, Handwerk und Verkehr
      - Abteilung II 233: Währung, Banken und Börsen, Versicherungswesen
      - Abteilung II 234: Gewerbliche Wirtschaft
        - Obersturmführer Gerhard Eilers

      - Abteilung II 235: Finanzwirtschaft
        - Untersturmführer Willi Seibert

      - II 237: Untersturmführer Hans Leetsch, SS-Bewerber Stern

- Amt III: SD-Ausland/Abwehr

- - Zentralabteilung III 1:
    - Chef: SS-Standartenführer Heinz Jost
      - Hauptabteilung III 11: SS-Obersturmführer Volkenborn
        - Abteilung III 111: Parteigenosse Paul von Vietinghoff-Scheel

      - Hauptabteilung III 12: Sturmbannführer Hahn
        - Abteilung III 112: SS-Oberscharführer Bielstein
        - Abteilung III 113: SS-Oberscharführer Wenkausen
        - Abteilung III 114: SS-Oberscharführer Boecker
          - III 1212: SS-Oberscharführer Domke
          - III 1164: SS-Scharführer Gröhnhim

- - Zentralabteilung III 2:
    - Chef: Standartenführer Heinz Jost
    - Hauptabteilung 21:
      - Abteilung III 213: SS-Untersturmführer Poche

    - Hauptabteilung 22:
      - Abteilung III 221: SS-Untersturmführer Alfred Filbert
      - Abteilung III 222: SS-Hauptsturmführer Ohle
      - Abteilung III 223: SS-Hauptscharführer Bauersachs, SS-Hauptsturmführer Rossner
      - Abteilung III 225: SS-Oberscharführer Walter Renken, Untersturmführer Sibert